# Аџа језик
Аџа језик је језик из породице нило-сахарских језика, централносуданска грана. Њиме се служи око 200 становика народа Аџа у вилајету Западни Бахр ел Газал у Јужном Судану.